# Estadio Nuevo León Unido
El Estadio Nuevo León Unido es un recinto deportivo para la práctica del fútbol americano que se encuentra ubicado en la Ciudad de Monterrey, Nuevo León, México. Forma parte de un complejo deportivo que incluye al Gimnasio Nuevo León Unido y otras instalaciones deportivas. Cuenta con una superficie sintética de 120 yardas de longitud, mismo que se puede adaptar para juegos de futbol asociación y hockey sobre pasto. Tiene gradas para 1,500 espectadores, sanitarios públicos, área de comida y vestidores para jugadores. Actualmente es la casa del equipo Fundidores de la Liga de Fútbol Americano Profesional de México y del equipo juvenil de Fútbol Americano Whitehorns Monterrey.